# Спарв, Тим
Тим Спарв (швед. Tim Sparv; род. 20 февраля 1987 Оравайс, Остроботния, Финляндия) — финский футболист, полузащитник, известный по выступлениям за клубы «Гронинген», «Мидтъюлланн» и сборную Финляндии. Участник чемпионата Европы 2020. 31 октября 2023 года был назначен главным тренером резервной команды пражской «Спарты».

## Клубная карьера
Спарв обучался в футбольной школе команды третьего финского дивизиона «Норвалла». В 2003 году, он был приглашён в академию «Саутгемптона», где выступал за молодёжную команду, с которой в 2005 году пробился в финал Кубка Англии. Одним из партнёров по команде Тима, был нынешний вингер лондонского «Арсенала», Тео Уолкотт. В сезоне 2006/07 Спарв был заявлен за основную команду для участия в Премьер-лиге, но за «святых» финский полузащитник так и не сыграл, выступая в основном за резервную команду. Не выдержав жёсткую конкуренцию, 7 января 2007 года Тим переходит в шведский «Хальмстад». Решающую роль в этом переходе сыграл отец Спарва и футболист Михаэль Севенссон, который выступал в шведский клуб и за «Саутгемптон». Отыграв за новый клуб 12 матчей, Тим заболевает, а после выздоровления теряет место в основном составе. В 2008 году в поисках игровой практики полузащитник возвращается на родину в ВПС на правах аренды. В Финляндии Тим провёл 8 матчей после чего вернулся в «Хальмстад». В 2009 году Спарв завоевал место в основном составе клуба, после чего им заинтересовались многие клубы. В августе 2009 года нидерландский «Грониген» хотел приобрести полузащитника, но «Хальмстад» наотрез отказался продавать футболиста.
1 января 2010 года было объявлено о переходе Спарва в «Гронинген». 7 марта 2010 года в поединке против ВВВ-Венло, Тим дебютировал в Эредивизи. 14 августа того же года в матче против АЗ Спарв забил свой первый гол за клуб, который помог команде добиться ничьей.
Летом 2013 года Тим перешёл в немецкий «Гройтер Фюрт». 21 июля в матче против «Арминии» из Билефельда он дебютировал во второй Бундеслиге. 30 сентября в поединке против дрезденского «Динамо» Спарв забил свой первый гол за «Гройтер Фюрт». Летом 2014 года Тим перешёл в датский «Мидтъюлланн» на правах свободного агента. 20 июля в матче против «Брондбю» он дебютировал в датской Суперлиге. В 2015 году Спарв помог клубу выиграть чемпионат. 20 августа в матче квалификационного раунда Лиги Европы против английского «Саутгемптона» Тим забил свой первый гол за «Мидтъюлланн». В составе клуба он ещё дважды выиграл национальное первенство. Летом 2020 года Спарв перешёл в греческую «Ларису». В матче против ПАОКа он дебютировал в греческой Суперлиге. 22 ноября в поединке против столичного АЕКа Тим забил свой первый гол за «Ларису». Летом 2021 года Спарв вернулся на родину, став игроком клуба ХИК. 19 сентября в матче против «Хонки» он дебютировал за новую команду. В конце года Тим объявил о завершении карьеры.

## Международная карьера
Спарв был вторым самым молодым футболистом на домашнем юношеском чемпионате мира 2003 года, но ни в одном матче участия так и не принял. 7 октября 2006 года в поединке против молодёжной сборной Дании, он дебютирует в молодёжной сборной Финляндии, в том же матче Тим забивает свой первый гол, который позволяет его команде добиться победы, 1-0. По ходу турнира, он также забивает победные голы Словении и Литве. На самом чемпионате Европы, он был капитаном команды и забил гол с пенальти в матче против Англии.
4 февраля 2009 года, Тим дебютировал за основную сборную Финляндии, в товарищеском матче против сборной Японии. 15 августа 2012 года в поединке против сборной Северной Ирландии Спарв забил первый мяч за национальную команду.
В 2021 году Спарв принял участие в чемпионате Европы 2020. На турнире он сыграл в матчах против сборных Дании и Бельгии. 

### Голы за сборную Финляндии
| #   | Дата            | Место                                   | Противник         | Счёт | Результат | Соревнование      |
| --- | --------------- | --------------------------------------- | ----------------- | ---- | --------- | ----------------- |
| 01. | 15 августа 2012 | Уиндзор Парк, Белфаст Северная Ирландия | Северная Ирландия | 1:2  | 3:3       | Товарищеский матч |

## Достижения
Клубные
 Мидтьюлланн
- Чемпион Дании (3) — 2014/15, 2017/18, 2019/20
- Обладатель Кубка Дании: 2018/19

Личные
- Футболист года в Финляндии по версии федерации: 2015